# Dysmachus dasyproctus
Dysmachus dasyproctus är en tvåvingeart som beskrevs av Friedrich Hermann Loew 1871. Dysmachus dasyproctus ingår i släktet Dysmachus och familjen rovflugor. Inga underarter finns listade i Catalogue of Life.